# ثوم نيفادي
ثوم نيفادي (الاسم العلمي: Allium nevadense) هو نوع من النباتات يتبع جنس الثوم من فصيلة النرجسية.